# 조슈아 존 밀러
조슈아 존 밀러(Joshua John Miller, 1974년 12월 26일 ~ )는 미국의 배우, 영화 감독, 영화배우, 텔레비전 배우, 각본가이다.
로스앤젤레스에서 태어났다.

## 영화
- 더 파이널 걸스 (2015년)
- 던 (2013년)
- 위자드 오브 고어 (2006년)
- 더 마오 게임 (1999년)
- 위대한 승리 (1995년)
- 영혼과 기적 (1991년)
- 지옥의 반담 (1990년)
- 틴 위치 (1989년) - 리치 밀러 역
- 죽음의 키스 (1987년)
- 스투지매니아 (1986년)